# بیزیو
بیزیو (به فرانسوی: Baisieux) یک کمون (فرانسه) در فرانسه است که در canton of Lannoy واقع شده‌است. بیزیو ۸٫۶۸ کیلومتر مربع مساحت دارد ۲۸ متر بالاتر از سطح دریا واقع شده‌است.